# Frederick Banting
Frederick Banting (n. 14 noiembrie 1891, Alliston⁠(d), Ontario, Canada – d. 21 februarie 1941, Musgrave Harbour⁠(d), Newfoundland, Canada) a fost un medic canadian care este considerat împreună cu fiziologul american Charles Best,descoperitori ai insulinei, pentru care primesc în anul 1921 Charles Best, iar în 1923 Frederick Banting premiul Nobel în medicină, asta deși adevăratul inventator al insulinei este Nicolae Constantin Paulescu.